# Lisa Sidén
Lisa Ylva Petrine Sidén, född 2 juli 2000 i Kallhälls församling i Stockholms län, är en svensk influerare och TV-personlighet.
Lisa Sidén som har ett stort antal följare på bland annat Instagram. Hon har även medverkat i flera dokusåpor, bland annat i Love Island Sverige och två gånger i Paradise Hotel. Hon har även haft en av huvudrollerna i SVT-produktionerna Blottad i Sápmi och Hur snatchar man 50 000 av en rom?.

## Filmografi (i urval)
- 2020 – Paradise Hotel Sverige (TV-serie)
- 2021 – Paradise Hotel Sverige (TV-serie)
- 2023 – Love Island Sverige 2023 (TV-serie)
- 2023 – Blottad i Sápmi (TV-serie)
- 2025 – Hur snatchar man 50 000 av en rom? (TV-serie)